# Куна (гроші)
Ку́на — грошова одиниця Київської Русі та слов'янських народів.
Назва походить від шкурки куниці, тому прихильники теорії «шкіряних грошей» помилково бачили в куні винятково хутра, що виконували в Київській Русі функції монети. Сучасна наука припускає можливість локального вживання шкурок хутрових звірів замість грошей, однак куна, як свідчать письмові джерела, була переважно металевою монетою. Куною називали і диргеми, і західноєвропейські динарії, і руські срібники. Перелічені монети часто зустрічаються в скарбах, знайдених на території України.
У грошовій системі Київської Русі куни були поширені поряд із ногатами, різанами та віверицями. Куни рахували на лічильні гривні; в ХІ столітті на таку гривню йшло 25 кун, а у 12 ст. — 50. Вагова гривня срібла (бл. 200 г) у 12 ст. за цінністю металу дорівнювала 4 гривням кун. На початку XII століття з грошового обігу Київської Русі майже повністю зникла карбована монета. Термін «куни» до середини XIII століття часто вживався і для означення слова «гроші», замінюючи термін «сребро» (срібло). Лічильна система кун проіснувала до початку карбування монет у Північно-Східній Русі наприкінці XIV — початку XV століть.
Від слов'янської «куни» походить фризька назва монет «cona».